# غوجين ياماغوتشي
غوجين ياماغوتشي. (بالإنجليزية: Gōgen Yamaguchi)‏. هانشي 10 دان كاراتيه وعضو مؤسس لـ الاتحاد الدولي للفنون القتالية، ولد في 20 يناير 1909 في مدينة كاغوشيما وتوفي في 20 مايو 1989، في المدرسة كان يمارس رياضة الكندو، وبدأ دراسته للكاراتيه مع الأستاذ سيكو إيغا تلميذ لسينسي تشوجون مياجي، من أوكيناوا. هذا السينسي، ممارس غوجوريو، استحوذ على موقف ياماغوتشي الجاد وذوقه في المحنة علمه كل ما يعرفه عن أسلوب غوجو. أسس ياماغوتشي أول نادٍ للكاراتيه في جامعة ريتسوميكان في كيوتو، بينما كان يواصل دراساته في القانون.
حركاته القتالية سرية جدا، اشتهر الدوجو الخاص به في كل أنحاء المدينة، لتدريباته الشاقة وتمارين التنفس المكثفة. كان لدى ياماغوتشي فكرة تحرير هذه الممارسة ورسم المراحل الأولى لما نعرفه اليوم باسم جيو كوميتي (القتال الحر). لقد وضع قواعد مُعينة ودقيقة لتقنين المواجهات.

## وصلات خارجية
- Gogen Yamaguchi - The Cat على يوتيوب.